# Abbey Clancy
Abigail Marie Clancy (Liverpool; 10 de enero de 1986) conocida como Abbey Clancy, es una modelo y personalidad de televisión británica. Está casada con el exfutbolista Peter Crouch, ocupó el segundo lugar en Britain's Next Top Model (cycle 2) en 2006 y ganó la serie 11 de Strictly Come Dancing en 2013. Desde 2015 presenta Britain's Next Top Model.

## Primeros años
Nacida en Liverpool, es la menor de los cuatro hijos de Karen (née Sullivan) y Geoffrey Thomas Clancy, formó la banda Genie Queen, dirigida por Andy McCluskey de Orchestral Maneuvers in the Dark (OMD).

## Carrera

### Modelaje

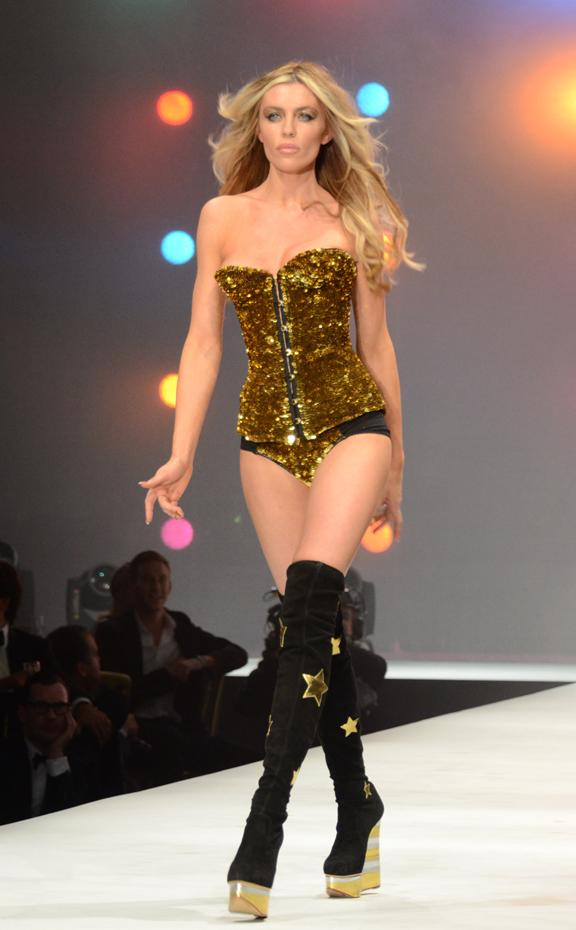
Clancy en la pasarela en 2012

En el verano de 2006, el segundo ciclo de Britain's Next Top Model incluyó a Clancy como una de las trece finalistas en la competencia, compitiendo durante 10 semanas por un contrato de modelaje. Clancy llegó hasta la pasarela final con su compañera Lianna Fowler y, eventualmente, se convirtió en la segunda finalista.
Después de aparecer en Britain's Next Top Model, Clancy modeló para varias revistas y periódicos. En mayo de 2007, Clancy apareció en la portada de la revista Arena y modeló la Triumph Bonneville Motorbike en el periódico Daily Mail. Clancy fue elegida para aparecer en la revista Sports Illustrated en la Edición de traje de baño de 2010. Clancy se destacó por su conexión con el deportista Peter Crouch, y fue fotografiada —por Yu Tsai— para la revista, usando solo pintura corporal a modo de camisa inglesa.
Clancy apareció en una campaña de 2010 para la ropa deportiva Umbro, modelando una camisa inglesa, junto con las esposas y novias de otros futbolistas de países que han ganado la Copa del Mundo. Clancy entró en la línea Giles Deacon de la colección Giles Spring 2011.
En marzo de 2011, Clancy apareció en el sitio web de Elite Model Management: New York. En julio de 2013, apareció como parte de la campaña del diseñador londinense Hasan Hejazi, en un editorial de moda de Absynth Photographic y una película de moda de Gabriel Gettman. Clancy también modeló para la portada de Esquire del Reino Unido realizada en agosto de 2011 por el fotógrafo Sølve Sundsbø.
En diciembre de 2013, Clancy apareció en el Calendario de la revista LOVE junto a Suki Waterhouse y Cara Delevingne.
Clancy apareció en la portada de las revistas británicas Marie Claire —en julio de 2014— y Elle —en marzo de 2015—.

### Televisión
Clancy ha aparecido como comentarista en los documentales Slave to Fashion y The Ultimate Bikini Guide para Channel 4, como invitada en programas como Richard & Judy, The Chris Moyles Show, Friday Night with Jonathan Ross, GMTV, This Morning y en su propia serie de reality TV, Abbey y Janice: Beauty and the Best, donde continuó intentando innovar en el modelaje de Los Ángeles con Janice Dickinson como su mentora. El programa se transmitió del 14 de mayo al 18 de junio de 2007 en Living TV.
Clancy apareció en la tercera serie de Hell's Kitchen. Ella fue la tercera concursante en ser eliminada del show por el público, y la quinta en salir del todo.
El 10 de mayo de 2009, Clancy apareció en Chris Moyles 'Quiz Night junto a Patsy Kensit. Ella ganó ese episodio y fue la ganadora total de la primera serie.
Clancy también fue coanfitriona de la serie ITV2, The Fashion Show con los modelos Michelle de Swarte y George Lamb. Su prima, Chloe Cummings, llegó a los 13 mejores concursantes en el quinto ciclo de Britain's Next Top Model, de la cual Clancy fue invitada en el episodio 8, siendo la primera exconcursante de la franquicia Top Model en aparecer en el panel de jueces.
El 22 de diciembre de 2009, Clancy apareció como concursante en una parodia de Blind Date como parte de un episodio de Alan Carr: Chatty Man en el que Cilla Black era una invitada.
En abril de 2010, Clancy apareció en The Parent Trip de ITV2 junto con su madre Karen. Además, apareció como panelista en A League Of Their Own.
Clancy fue una invitada habitual en James Corden's World Cup Live.
También fue coanfitriona del reality show Great British Hairdresser en 2011.
En 2013, Clancy ganó la undécima serie de Strictly Come Dancing. Su compañero de profesión fue el recién llegado y bailarín de Burn the Floor, Aljaž Skorjanec. El 16 de noviembre de 2013, recibieron su primer ‘10’ en la competencia, durante la Semana en Blackpool. El 30 de noviembre de 2013, se convirtieron en la primera pareja de ese año en obtener un ‘40’ perfecto, durante Musicals Week.
En 2015, Clancy fue anunciada como la nueva presentadora de una serie renovada de Britain's Next Top Model, 9 años después de que comenzara su carrera en el programa..

### Obra
En marzo de 2016, Clancy publicó su primer libro Remember My Name.

## Reconocimiento de medios

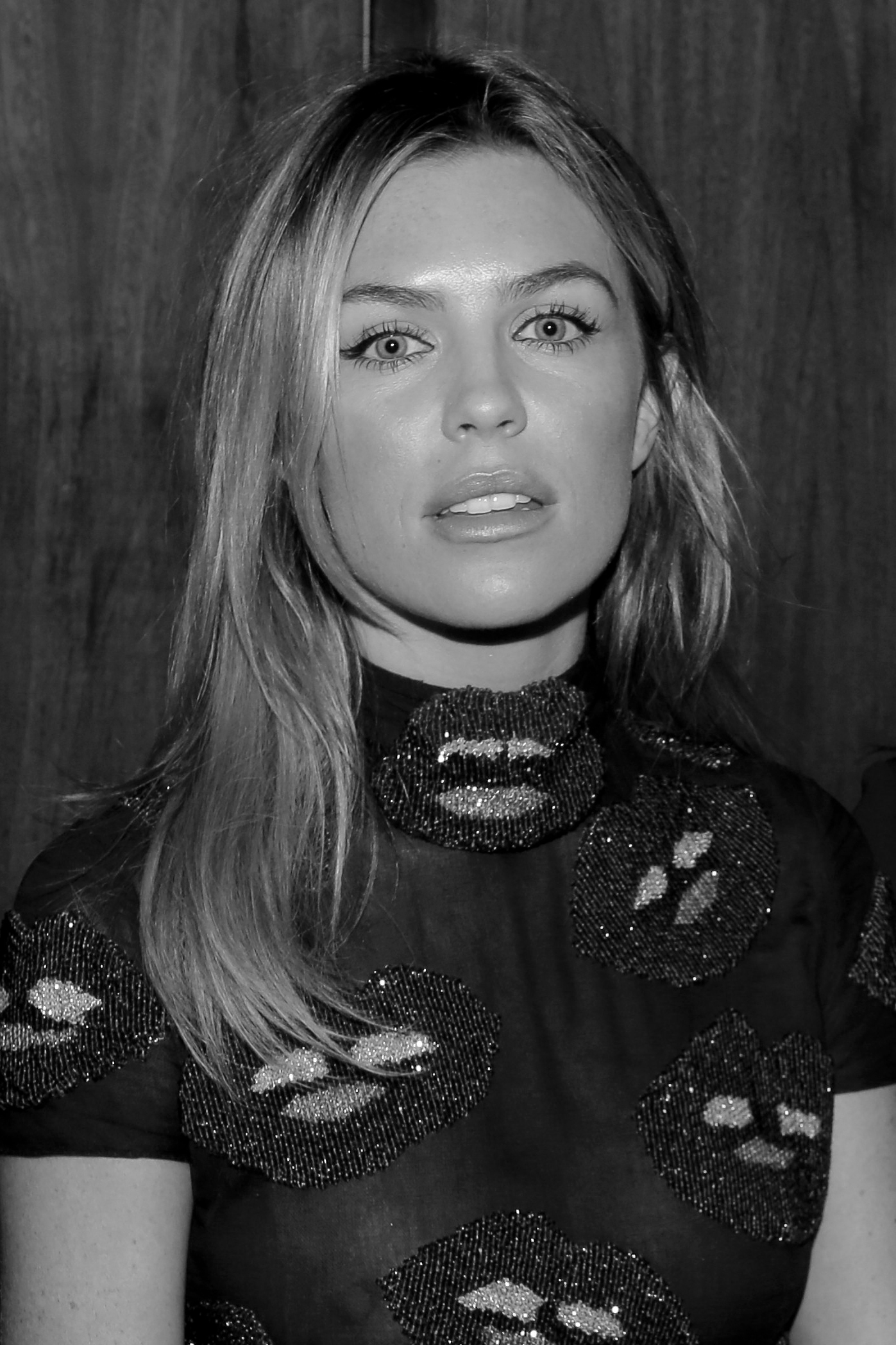
Abbey Clancy en un evento.

Clancy ocupó el puesto 37 en la encuesta anual 100 sexiest women in the world de la revista FHM en 2007, pero cayó al número 55 el año siguiente. En 2009, Clancy había ascendido al 12º lugar, y en 2010 subió al 10º lugar en la encuesta anual.
En julio de 2012, The Sun Newspaper anunció a Clancy como su escritora exclusiva de Beauty Columnist. Clancy fue objeto de críticas generalizadas en su ciudad natal de Liverpool, cuando el periódico fue boicoteado en la ciudad por imprimir falsas acusaciones contra simpatizantes del club de fútbol Liverpool después de la Tragedia de Hillsborough en 1989. Clancy posteriormente se disculpó por la columna.

## Vida personal
El hermano de Clancy, Sean, es un futbolista que juega para A.F.C. Telford United. También fue miembro de reparto de la reality series de corta duración Desperate Scousewives de E4. Su otro hermano John es el cantante y guitarrista de la banda indie JUDAS.
Clancy comenzó a salir con el futbolista Peter Crouch en 2006. La pareja se comprometió desde julio de 2009 y su hija Sophia Ruby nació el 14 de marzo de 2011. El 30 de junio de 2011, Clancy y Crouch se casaron en Stapleford Park Hotel en Leicestershire. Su segunda hija, Liberty Rose, nació el 1 de junio de 2015. Su hijo, Johnny, nació el 3 de enero de 2018. El 3 de junio de 2019, Abbey dio a luz a su segundo hijo, Jack.